# Ендинген ам Кајзерштул
Ендинген ам Кајзерштул (њем. Endingen am Kaiserstuhl) град је у њемачкој савезној држави Баден-Виртемберг. Једно је од 24 општинска средишта округа Емендинген. Према процјени из 2010. у граду је живјело 9.098 становника. Посједује регионалну шифру (AGS) 8316012.

## Географски и демографски подаци
Ендинген ам Кајзерштул се налази у савезној држави Баден-Виртемберг у округу Емендинген. Град се налази на надморској висини од 186 метара. Површина општине износи 26,7 km². У самом граду је, према процјени из 2010. године, живјело 9.098 становника. Просјечна густина становништва износи 341 становника/km².